# Zanthoxylum
Zanthoxylum ist eine Pflanzengattung aus der Familie der Rautengewächse (Rutaceae). Die direkte Übersetzung von Zanthoxylum ist „Gelbholz“, griechisch xanthos ξανθός ‚gelb‘ und xylon ξύλον ‚Holz‘, aber mehrere Pflanzenarten unterschiedlicher Gattungen werden so genannt, er beschreibt eines der charakteristischen Merkmale, die Farbe des Holzes und dass einige Arten zum Gelbfärben verwendet wurden. Wesentlich mehr Arten werden Szechuanpfeffer genannt, sie liefern scharf schmeckende Gewürze, die nicht mit dem echten Pfeffer (Piper nigrum) verwandt sind, sondern mit den Zitruspflanzen (Citrus). Der Name Szechuanpfeffer leitet sich von der zentralchinesischen Provinz Sichuan ab, dort sind einige der Arten heimisch und werden in der Küche verwendet; wie beim Namen der Provinz sind verschiedene Schreibweisen wie Sichuan-, Sechuan- oder Szetschuanpfeffer gebräuchlich.

## Beschreibung

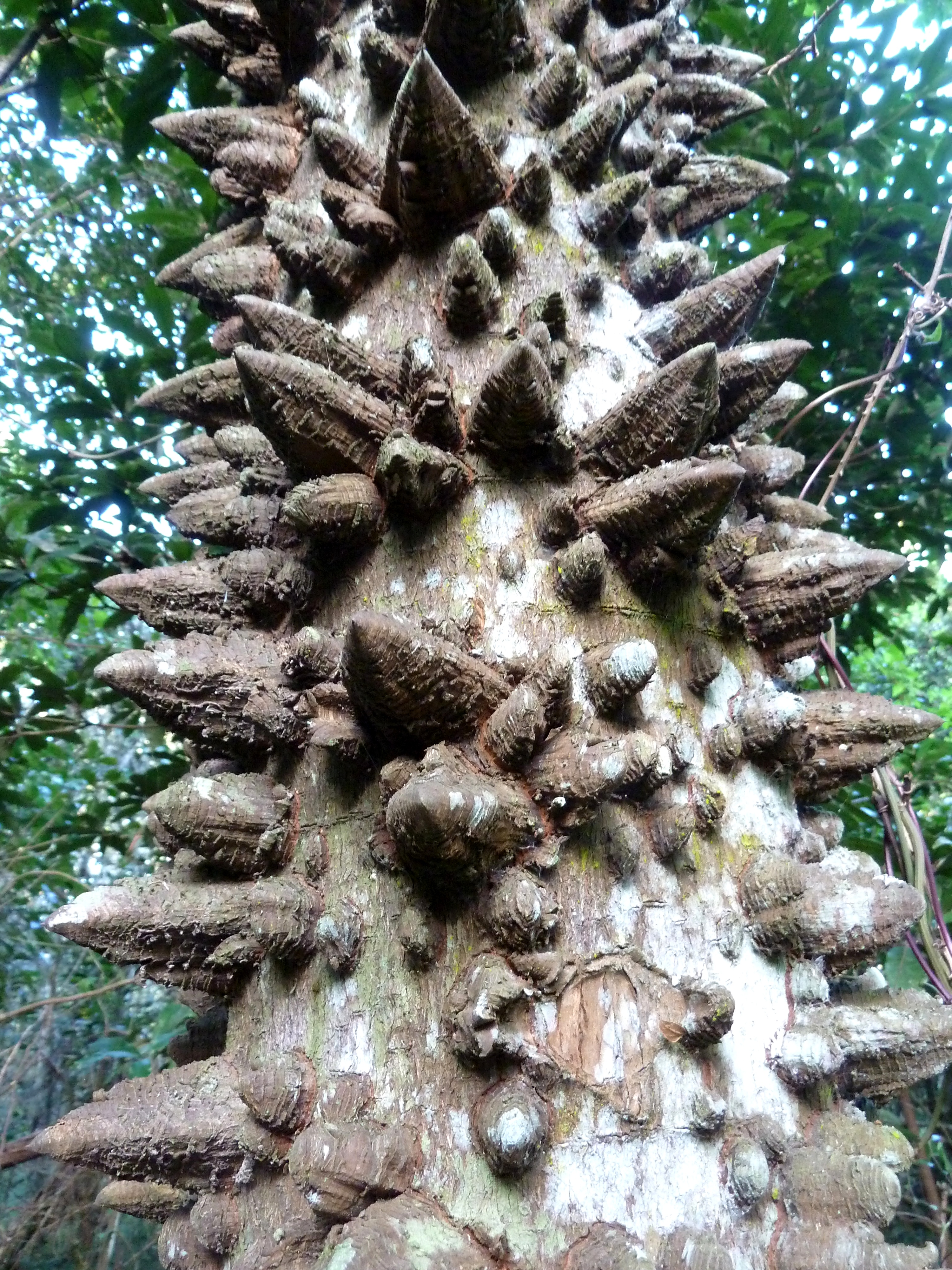
Bewehrter Stamm von Zanthoxylum davyi

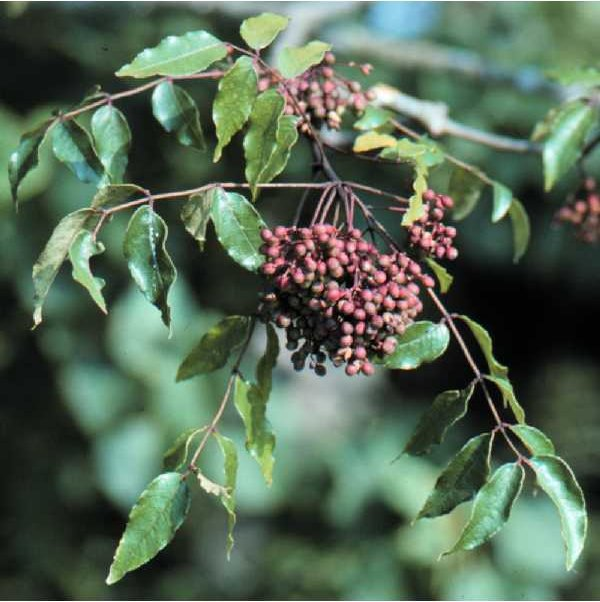
Früchte von Zanthoxylum clava-herculis

### Erscheinungsbild und Blätter
Zanthoxylum-Arten wachsen als immergrüne oder laubabwerfende, kletternde oder aufrechte Sträucher oder Bäume, die oft bestachelt sind. Sie enthalten ätherische Öle und so duften vor allem die Rinde und die Laubblätter aromatisch. Einigen Arten besitzen gelbliches Holz (daher der Name).
Die wechselständig angeordneten Laubblätter sind in Blattstiel und -spreite gegliedert. Die ledrige oder krautige Blattspreite ist zusammengesetzt; sie ist paarig und unpaarig gefiedert mit einem bis 31 Fiederblättern. Die wechsel- oder gegenständig an der Rhachis stehenden Fiederblätter besitzen nur eine Blattader oder sind fiederadrig und sind oft drüsig punktiert. Der Blattrand ist glatt bis gekerbt. Nebenblätter sind vorhanden oder fehlen.

### Blütenstände und Blüten
Die kleinen Blüten stehen in unterschiedlich aufgebauten Blütenständen zusammen mit Hochblättern. Die Blüten sind selten zwittrig oder meist funktional eingeschlechtig. Wenn die Blüten eingeschlechtig sind, sind die Arten zweihäusig getrenntgeschlechtig (diözisch) oder eingeschlechtige und zwittrige Blüten befinden sich an einem Pflanzenexemplar.
Die kleinen, duftenden Blüten sind radiärsymmetrisch bis etwas zygomorph mit doppeltem oder einfachem Perianth. Es sind entweder sechs bis zehn gleichgeformte Blütenhüllblätter vorhanden oder drei, vier oder fünf Kelchblätter und gleich viele Kronblätter. Die Blütenhüllblätter sind meist gelbgrün. Es ist oft ein ringförmiger Diskus vorhanden. In den zwittrigen und männlichen Blüten sind vier bis sechs fertile Staubblätter vorhanden; sie sind alle gleich oder deutlich unterschiedlich. In den weiblichen Blüten können rudimentäre Staubblätter vorhanden sein oder sie fehlen. Die Staubfäden sind meist mehr oder weniger an ihrer Basis, aber nicht mit den Blütenhüllblättern, verwachsen. Die zwittrigen und weiblichen Blüten enthalten ein bis fünf oberständige Fruchtblätter, sie können frei oder zu einem Fruchtknoten verwachsen sein. In den männlichen Blüten sind oft Pistillode vorhanden. Je Fruchtblatt sind zwei Samenanlagen vorhanden. Die ein bis fünf Griffel sind vollkommen frei oder teilweise verwachsen. Die Narben sind kopfig.

### Früchte und Samen
Als Früchte werden entweder Balgfrüchte gebildet, die entweder frei sind oder zu bis zu fünf (entsprechend der Anzahl der Fruchtblätter je Blüte) in einer Sammelfrucht vereinigt sind. Oder es werden Spaltfrüchte gebildet, die in ein bis fünf Teilfrüchte zerfallen. Die Früchte enthalten ein bis fünf ei- bis kugelförmige Samen.

## Ökologie
Die Bestäubung erfolgt durch Insekten (Entomophilie).

## Verbreitung
Die Gattung Zanthoxylum ist pantropisch bis subtropisch. Einige Arten sind auch in den Gemäßigten Breiten des östlichen Asiens und östlichen Nordamerikas zu finden. In China gibt es 41 Arten, davon kommen 25 nur dort vor. Einige Arte werden als Nutzpflanzen angebaut.

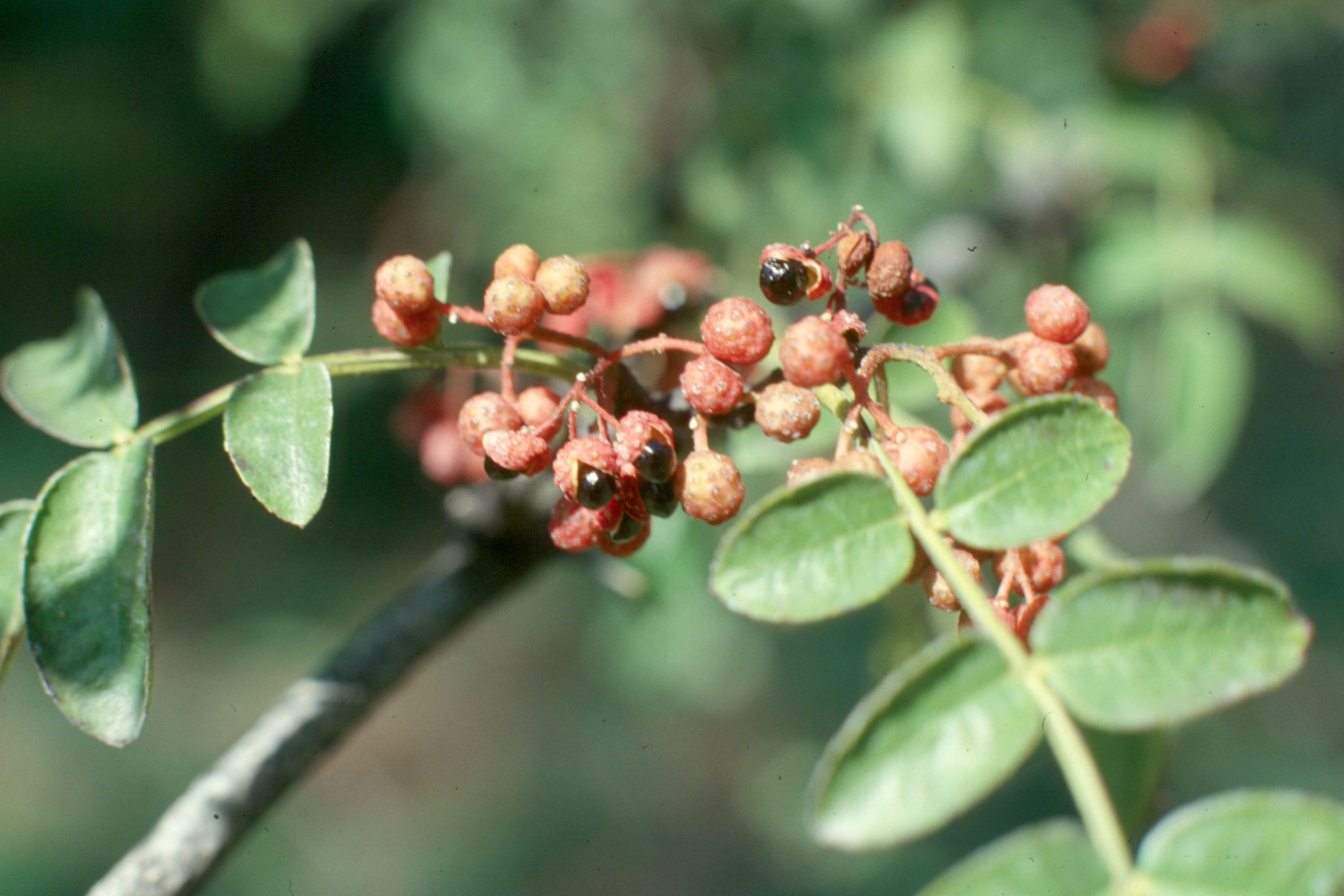
Zahnwehholz (Zanthoxylum americanum)

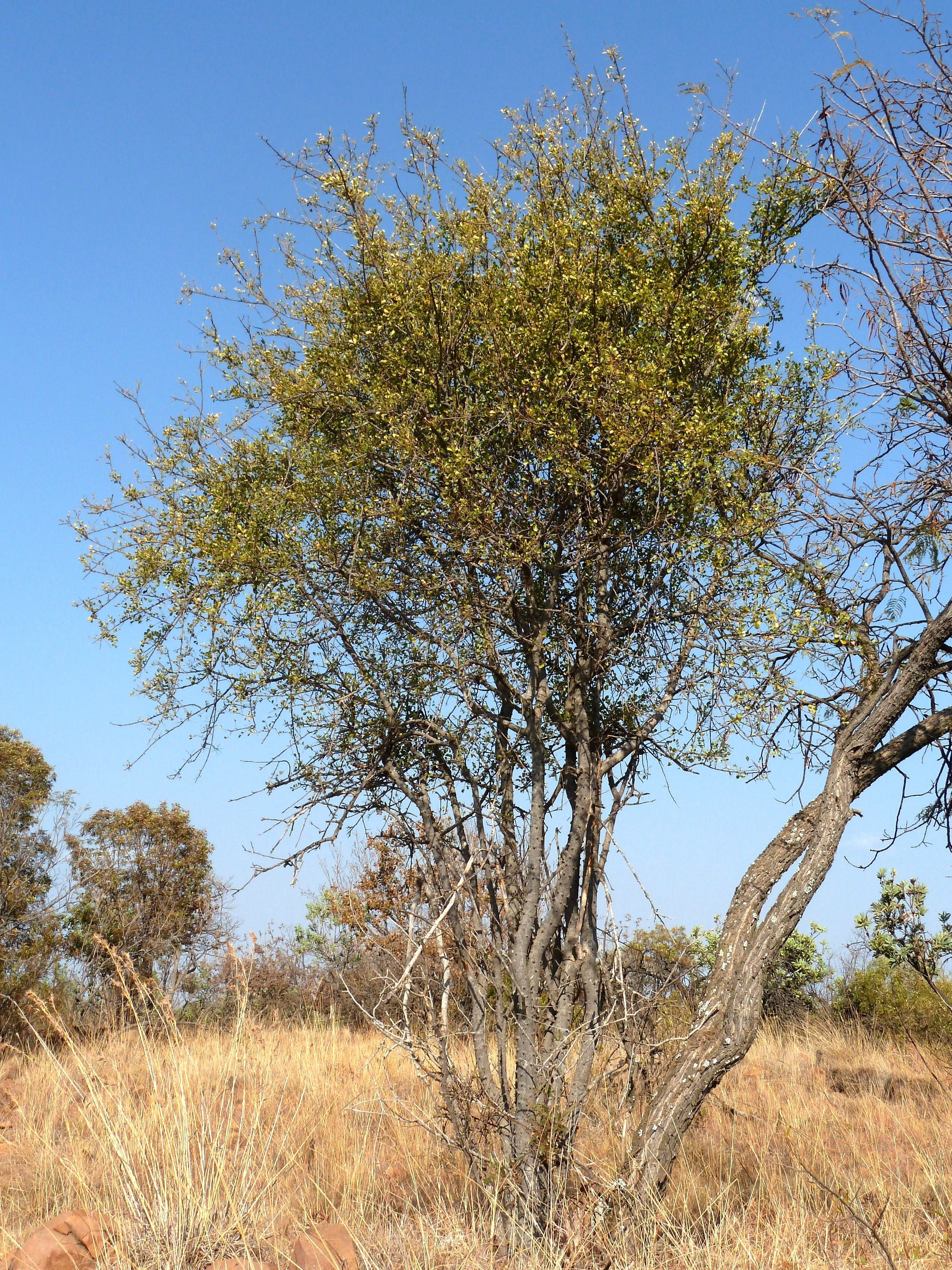
Zanthoxylum capense

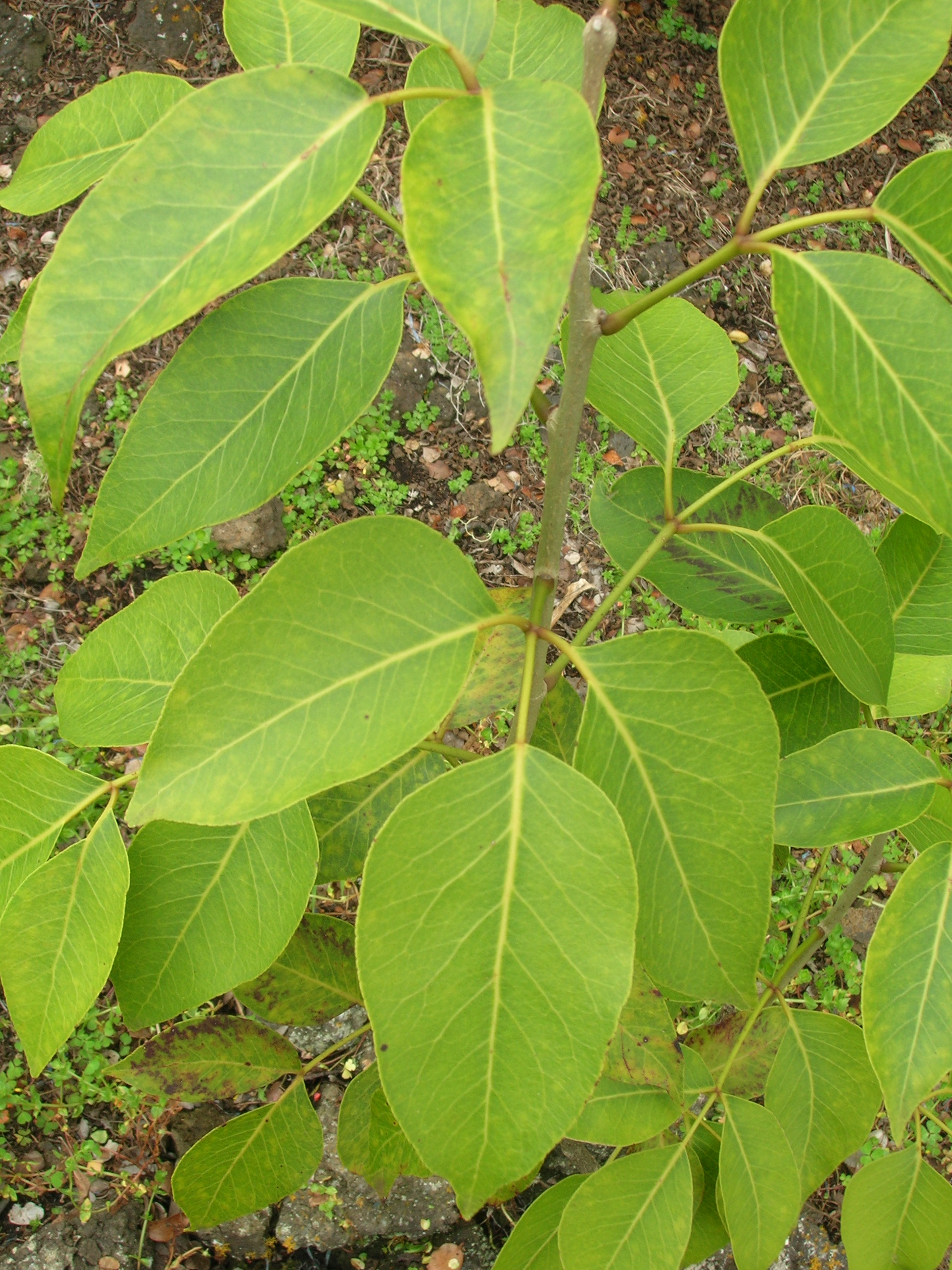
Zanthoxylum hawaiiense

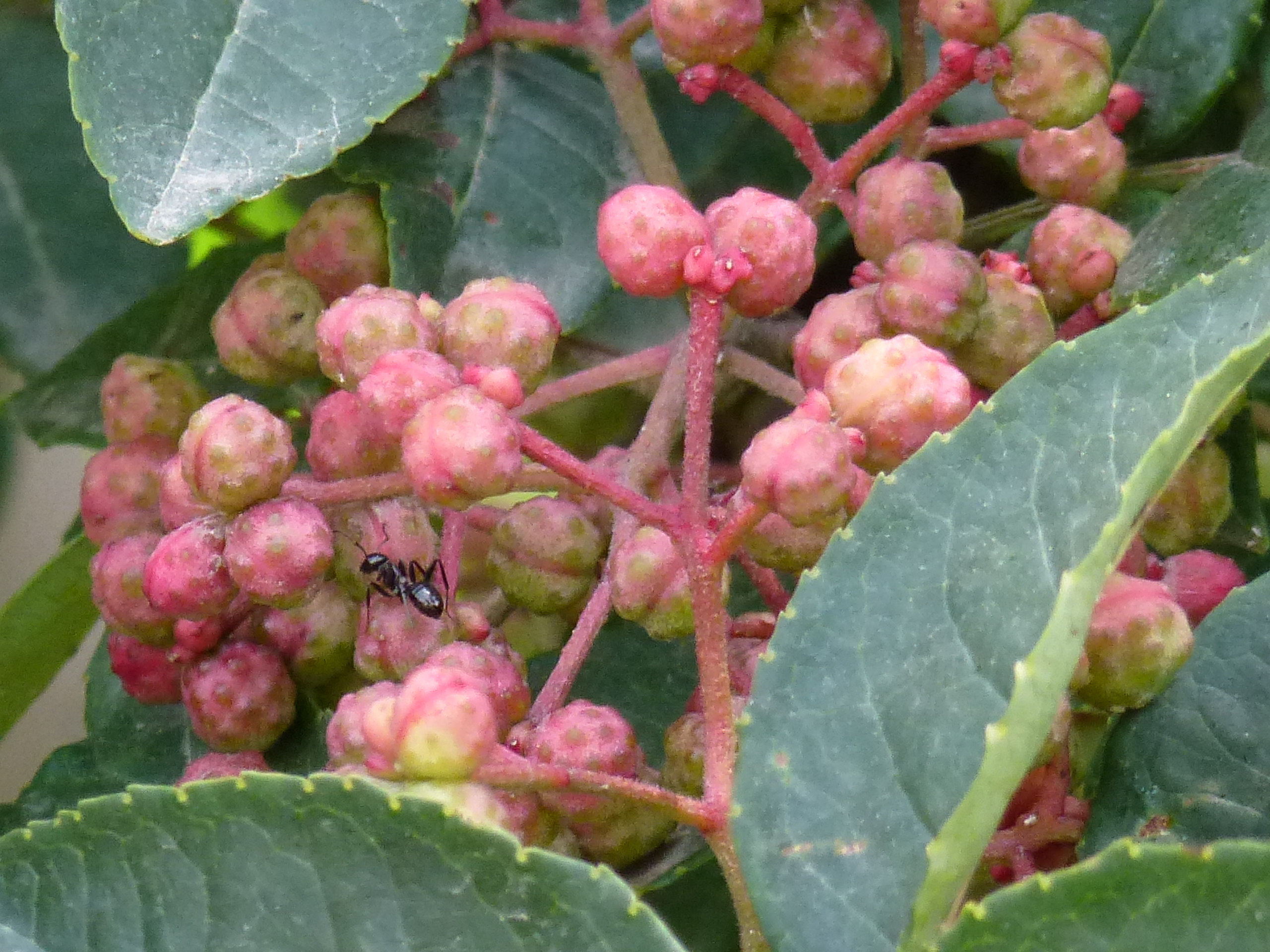
Chinesischer Sichuanpfeffer (Zanthoxylum piperitum)

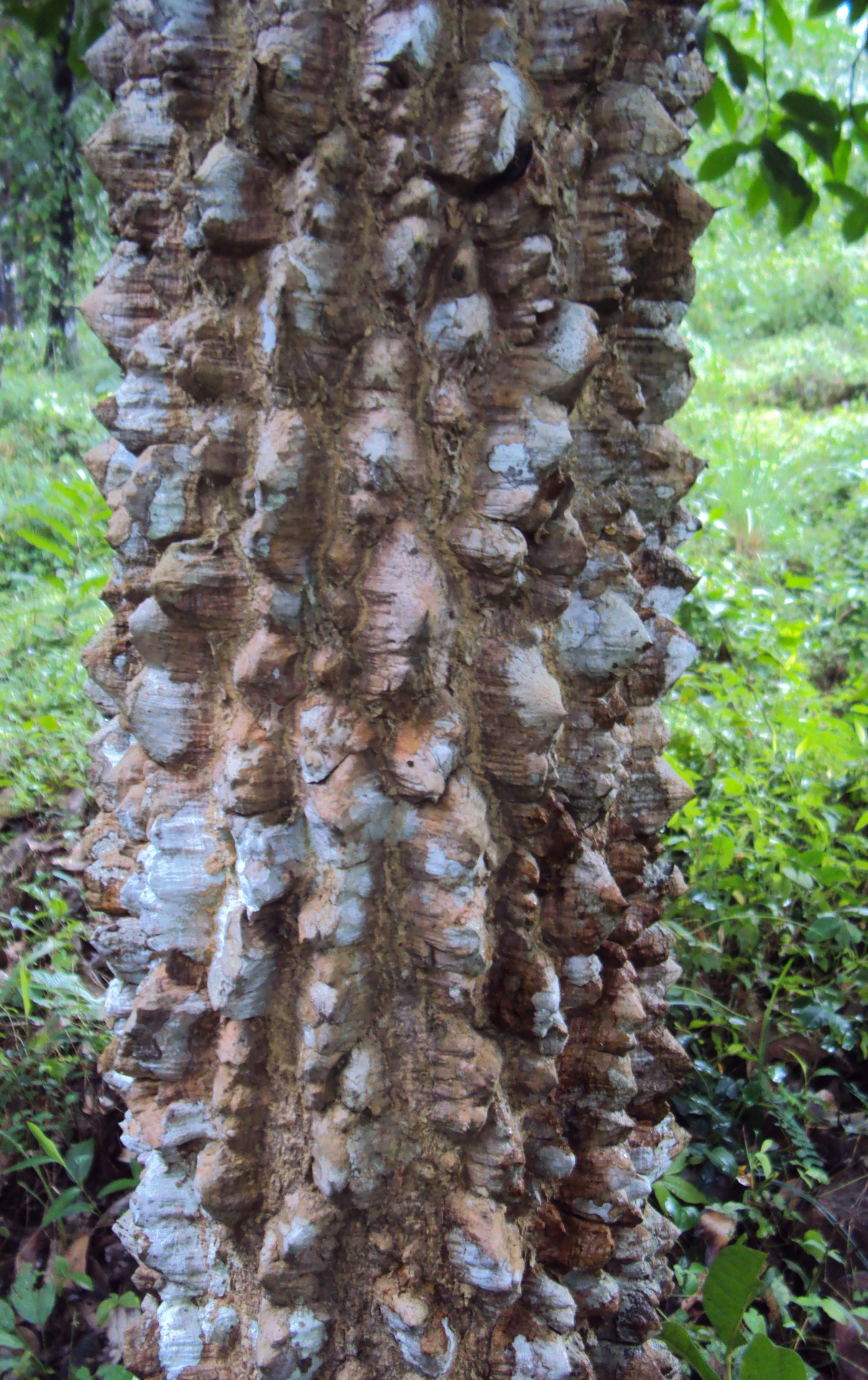
Zanthoxylum rhetsa

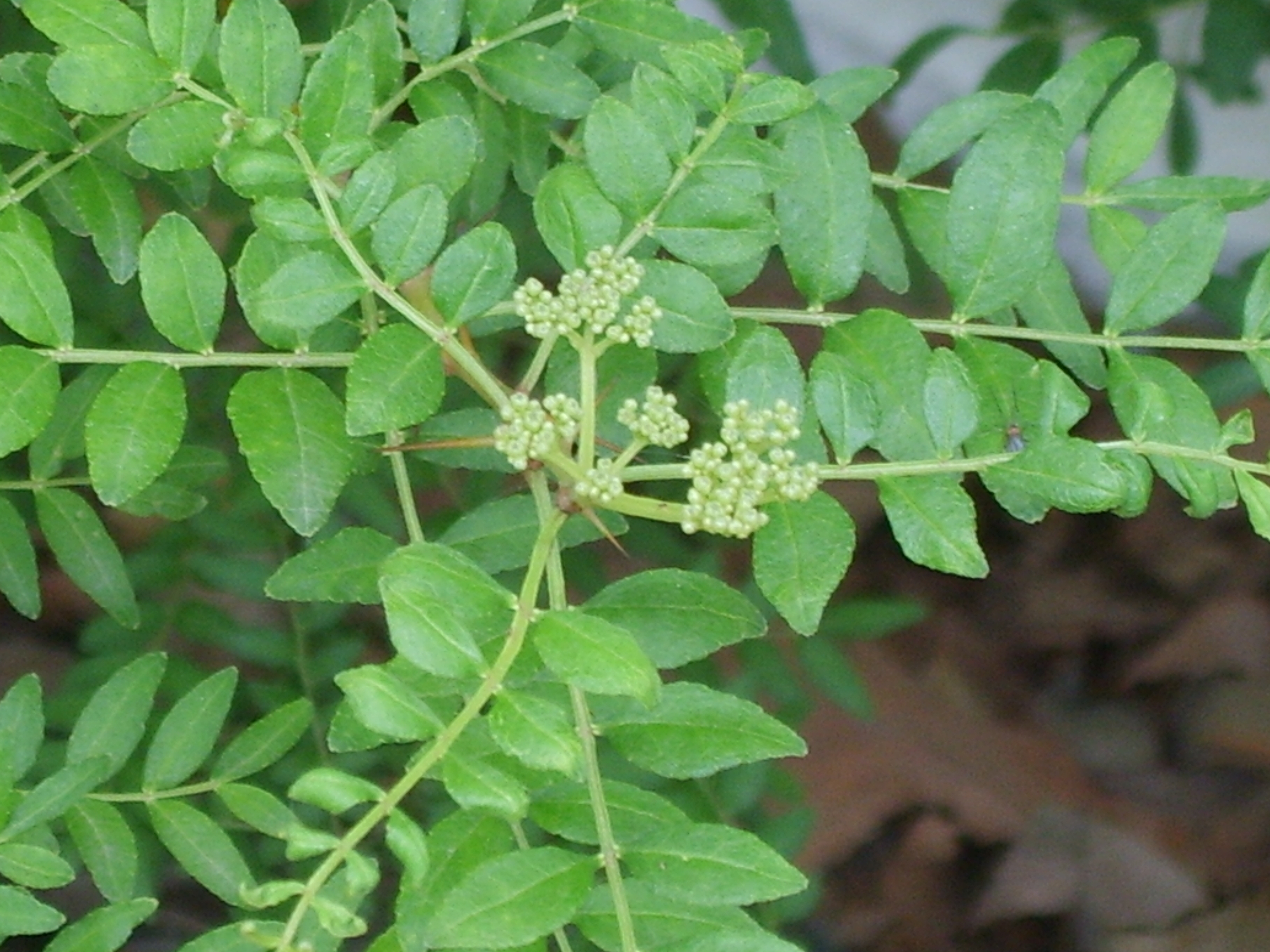
Zanthoxylum schinifolium

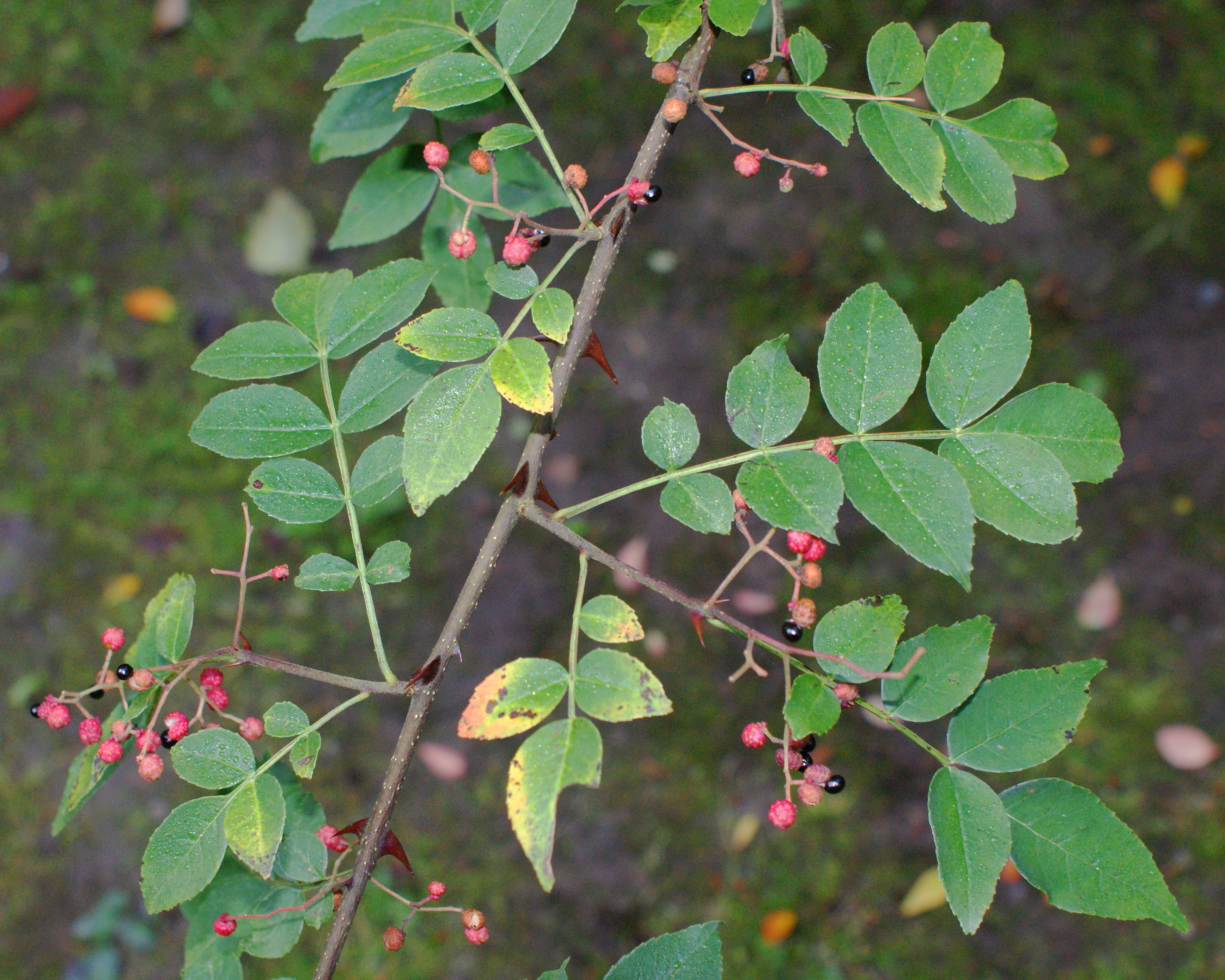
Täuschendes Gelbholz (Zanthoxylum simulans)

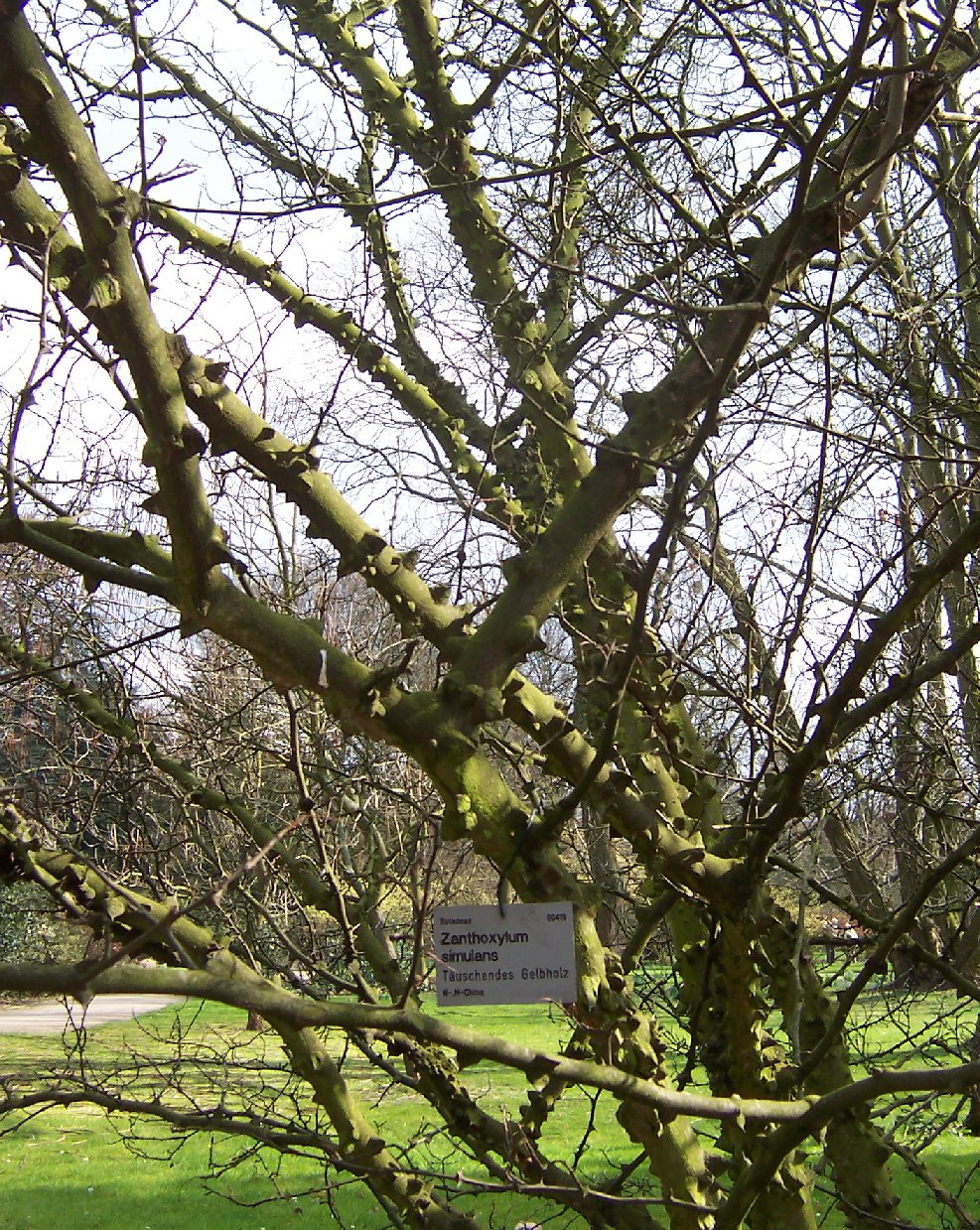
Täuschendes Gelbholz (Zanthoxylum simulans)

## Systematik
Die Gattung Zanthoxylum wurde 1753 durch Carl von Linné in Species Plantarum, Tomus I, S. 270 aufgestellt. Als Typusart wurde Zanthoxylum americanum Mill. in F. R. Fosberg: Typification of Zanthoxylum L. in: Taxon, Volume 8, Issue 3, 1959, S. 103–105 festgelegt. Synonyme für Zanthoxylum L. sind: Fagara L., Ochroxylum Schreb., Xanthoxylum Mill. orth. var.
Die Gattung Zanthoxylum gehört zur Unterfamilie der Toddalioideae in der Familie der Rautengewächse (Rutaceae).
Es gibt 200 bis 250 Zanthoxylum-Arten (Auswahl):
- Zanthoxylum acanthopodium DC.: Sie ist von Indien, Bangladesch, Bhutan, Nepal, Myanmar, Laos, Thailand, Vietnam, Indonesien, Malaysia und Tibet bis zu den chinesischen Provinzen westliches Guangxi, Guizhou, Sichuan sowie Yunnan verbreitet.[3]
- Zanthoxylum ailanthoides Sieb. & Zucc.: Heimat: Japan und Taiwan.
- Zahnwehholz (Zanthoxylum americanum Mill.): Die Heimat ist das östliche Nordamerika.
- Nepalesischer Sichuanpfeffer (Zanthoxylum armatum DC.): Die Heimat sind das tropische bis gemäßigte Süd- und Ostasien.
- Zanthoxylum austrosinense C.C.Huang: Es gibt zwei Varietäten:[3]
  - Zanthoxylum austrosinense C.C.Huang var. Zanthoxylum austrosinense: Sie gedeiht in Höhenlagen von 300 bis 900 Metern in den chinesischen Provinzen südliches Anhui, Fujian, nördliches Guangdong, nordöstliches Guangxi, südwestliches Hubei, Hunan, Jiangxi sowie Zhejiang.[3]
  - Zanthoxylum austrosinense var. pubescens C.C.Huang: Dieser Endemit kommt nur im Dickicht im Hochland in Höhenlagen von etwa 1700 Metern nur in Sangzhi Hunan vor.[3]
  - Zanthoxylum avicennae (Lam.) DC.: Sie kommt in Indien, Indonesien, Malaysia, auf den Philippinen, in Thailand, Vietnam und in den chinesischen Provinzen südliches Fujian, Guangdong, Guangxi, Hainan sowie südliches Yunnan vor.[3]
- Zanthoxylum bungeanum Maxim.: Sie kommt in 3 Varietäten in China und Bhutan vor.[3]
- Zanthoxylum calcicola C.C.Huang: Sie kommt in China vor.
- Zanthoxylum capense (Thunb.) Harv.: Sie kommt vom südlichen tropischen bis ins südliche Afrika vor.
- Zanthoxylum clava-herculis L.: Heimat: Karibik.
- Zanthoxylum coco Gillies ex Hook. & Arn.: Heimat: Bolivien und Argentinien
- Zanthoxylum collinsiae Craib: Heimat: Indochina
- Zanthoxylum coreanum Nakai: Heimat: Korea.
- Zanthoxylum decaryi H.Perrier: Endemit auf Madagaskar.
- Zanthoxylum dimorphophyllum Hemsley: Sie kommt in 3 Varietäten in China vor.
- Zanthoxylum dipetalum H.Mann: Heimat: Hawaii
- Zanthoxylum dissitum Hemsley: Endemit von China
- Zanthoxylum echinocarpum Hemsley: Endemit von China
- Zanthoxylum esquirolii H.Léveillé: Endemit von China
- Zanthoxylum fagara (L.) Sarg.: Heimat: Süd- und Mittelamerika, USA (Florida, Texas)
- Westindisches Satinholz (Zanthoxylum flavum Vahl): Heimat: Karibische Inseln, USA (Florida)
- Afrikanisches Satinholz (Zanthoxylum gilletii (De Wild.) P.G.Waterman): Heimat: tropisches Afrika
- Zanthoxylum glomeratum C.C.Huang: Endemit von China
- Zanthoxylum hawaiiense Hillebr.: Heimat: Hawaii
- Zanthoxylum heitzii (Aubrév. & Pellegr.) P.G.Waterman: Aus Zentralafrika
- Zanthoxylum hirsutum Buckley: Heimat: Mexiko, USA (Oklahoma, Texas)
- Zanthoxylum hyemale A.St.-Hil.: Heimat: Südamerika (Brasilien, Argentinien, Paraguay, Uruguay)
- Zanthoxylum integrifoliolum (Merrill) Merrill: Heimat: Philippinen
- Zanthoxylum khasianum J.D.Hooker: Heimat: Himalaja
- Zanthoxylum kwangsiense (Handel-Mazzetti) Chun ex C.C.Huang: Sie gedeiht in Höhenlagen von 600 bis 700 Metern in den chinesischen Provinzen Chongqing (nur in Fengjie, Wushan), nördliches Guangxi sowie südliches Guizhou (nur in Libo).[3]
- Zanthoxylum laetum Drake: Heimat: China, Nordvietnam
- Zanthoxylum leiboicum C.C.Huang: Endemit von China
- Zanthoxylum liboense C.C.Huang: Endemit von China
- Zanthoxylum macranthum (Handel-Mazzetti) C.C.Huang: Endemit von China
- Zanthoxylum madagascariense Baker: Endemit auf Madagaskar.
- Zanthoxylum mananarense H.Perrier: Endemit auf Madagaskar.
- Zanthoxylum martinicense (Lam.) DC.: Heimat: Karibische Inseln, Venezuela
- Zanthoxylum micranthum Hemsley: Endemit von China
- Zanthoxylum molle Rehder: Endemit von China
- Zanthoxylum motuoense C.C.Huang: Endemit von China
- Zanthoxylum multijugum Franchet: Endemit von China
- Zanthoxylum myriacanthum Wall. ex Hook. f.: Heimat: von Indien bis zu den Philippinen und China
- Zanthoxylum naranjillo Griseb.: Heimat: Südamerika (Bolivien, Brasilien, Argentinien, Paraguay, Uruguay)
- Zanthoxylum nitidum (Roxb.) DC.: Heimat: Asien, Neuguinea und Australien
- Zanthoxylum ovalifolium Wight: Heimat: Südasien, Neuguinea und Australien
- Zanthoxylum oxyphyllum Edgew.: Heimat: China, Bhutan, Indien, Nepal, Myanmar
- Zanthoxylum panamense P.Wilson: Heimat: Mittelamerika (Belize, Costa Rica, Guatemala, Nicaragua, Panama)
- Zanthoxylum parvum Shinners: Heimat: Texas
- Zanthoxylum piasezkii Maxim.: Beheimatet im südlichen Gansu, westlichen Henan, südlichen Shaanxi und Sichuan in Höhenlagen von 1700 bis 2500 Metern.
- Zanthoxylum pilosulum Rehder & E.H.Wilson: Beheimatet im südlichen Gansu, südlichen Shaanxi, Yunnan, nordöstlichen und westlichen Sichuan in Höhenlagen von 2500 bis 3100 Metern.
- Chinesischer Sichuanpfeffer, Japanischer Pfeffer oder Szechuanpfeffer (Zanthoxylum piperitum (L.) DC.)
- Zanthoxylum planispinum Sieb. & Zucc.: Heimat Japan, Korea, Taiwan und China.
- Zanthoxylum pteracanthum Rehder & E.H.Wilson: Endemit im westlichen Hubei (Xingshan) in einer Höhenlage von etwa 1000 Meter.
- Zanthoxylum rhetsa (Roxb.) DC.: Heimat: Indien, Bangladesch, Sri Lanka, Myanmar, Thailand, Vietnam, Malaysia, Indonesien, Neuguinea, Philippinen
- Zanthoxylum rhombifoliolatum C.C.Huang: Beheimatet in Chongqing und Guizhou in Höhenlagen zwischen 500 und 1000 Metern.
- Zanthoxylum scandens Blume: Heimat China, Taiwan, Indien, Indonesien, Japan (Ryukyu-Inseln), Malaysia und Myanmar.
- Zanthoxylum schinifolium Sieb. & Zucc.: Heimat China, Japan (einschließlich der Ryukyu-Inseln) und Korea.
- Täuschendes Gelbholz oder Täuschende Stachelesche (Zanthoxylum simulans Hance): Heimat China.
- Zanthoxylum stenophyllum Hemsl.: Beheimatet im südlichen Gansu (Chengxian, Huixian), westlichen Henan, westlichen Hubei, nordöstlichen Hunan, südwestlichen Shaanxi, Sichuan in Höhenlagen von 700 bis rund 2400 Metern.
- Zanthoxylum stipitatum C.C.Huang: Beheimatet im nordwestlichen Fujian, nördlichen Guangdong, nordöstlichen Guangxi und südlichen Hunan in Höhenlagen von 100 bis 800 Metern.
- Zanthoxylum subspicatum H.Perrier: Endemit auf Madagaskar.
- Zanthoxylum thomasianum (Krug & Urb.) Krug & Urb. ex P.Wilson: Heimat: Puerto Rico und Virgin Islands
- Zanthoxylum thouvenotii H.Perrier: Endemit auf Madagaskar.
- Zanthoxylum tomentellum J.D.Hooker: Heimat Yunnan, Bhutan, nordöstliches Indien, Myanmar und Nepal.
- Zanthoxylum tsihanimposa H.Perrier: Endemit auf Madagaskar.
- Zanthoxylum undulatifolium Hemsley: Beheimatet im westlichen Hubei, südlichen Shaanxi, östlichen Sichuan und nordöstlichen Yunnan in Höhenlagen von 1600 bis 3200 Metern.
- Zanthoxylum wutaiense I.S.Chen: Endemit in Taiwan in Höhenlagen zwischen 1300 und 1400 Metern.
- Zanthoxylum xichouense C.C.Huang: Endemit im südöstlichen Yunnan in Höhenlagen zwischen 1400 und 1500 Metern.
- Zanthoxylum yuanjiangense C.C.Huang: Sie gedeiht in Höhenlagen von 400 bis 600 Metern nur im südlichen Yunnan.
- Zanthoxylum zanthoxyloides (Lam.) Zepern. & Timler: Sie ist im tropisches Westafrika verbreitet.

Je nach Autor nicht mehr zur Gattung Zanthoxylum gehören:
- Zanthoxylum daniellii Benn. ⇒ Tetradium daniellii (Benn.) T.G.Hartley
- Zanthoxylum pteleifolium Champ. ex Benth. ⇒ Melicope pteleifolia (Champ. ex Benth.) T.G.Hartley
- Zanthoxylum roxburghianum Cham. ⇒ Melicope lunu-ankenda (Gaertn.) T.G.Hartley
- Zanthoxylum trifoliatum L. ⇒ Eleutherococcus trifoliatus (L.) S.Y.Hu

(1S,5S)-(–)-Sabinen

## Chemische Inhaltsstoffe
(1S,5S)-(–)-Sabinen kommt in der indischen Heilpflanze Zanthoxylum rhetsa vor.

## Nutzung
Neben den bereits eingangs erwähnten Nutzungen als Gewürz oder zum Gelbfärben werden Zanthoxylum-Arten auch medizinisch genutzt, beispielsweise als desinfizierende Zahnputzstöckchen in Afrika oder als Bestandteile von Zahnpasta, und sind auch Bestandteil traditioneller chinesischer Medizin.